# Panagyurichté
Panagyurichté (en bulgare : Панагюрище) est une ville située dans le centre-ouest de la Bulgarie.

## Géographie

### Géographie physique
Panagyurichté est situé dans le centre-ouest de la Bulgarie, à 90 km à l'est de la capitale Sofia et à 75 km de Plovdiv. Elle occupe une partie de la cuvette de Panagyurichté qui est située dans la partie méridionale du massif de la Sredna Gora.

### Géographie humaine
| 1946   | 1956   | 1965   | 1975   | 1985   | 1992   | 2001   | 2005   | 2010   |
| ------ | ------ | ------ | ------ | ------ | ------ | ------ | ------ | ------ |
| 12 014 | 14 000 | 18 315 | 20 634 | 20 011 | 21 131 | 19 994 | 18 890 | 17 675 |

,
La ville est le chef-lieu de la commune de Panagyurichté, qui fait partie de la région de Pazardjik.

## Économie
L'emplacement de la ville, entre les deux plus grandes villes du pays (90 km de Sofia et 75 km de Plovdiv), lui donnent une position centrale mais son éloignement des axes routiers qui relient ces deux villes ne lui permet pas d'en profiter réellement. Panagyurichté est traversée par la route nationale 37 — qui relie Dospat (dans le sud) à Yablanitsa (sur le versant nord du Grand Balkan) — mais qui est d'importance secondaire.

## Éducation

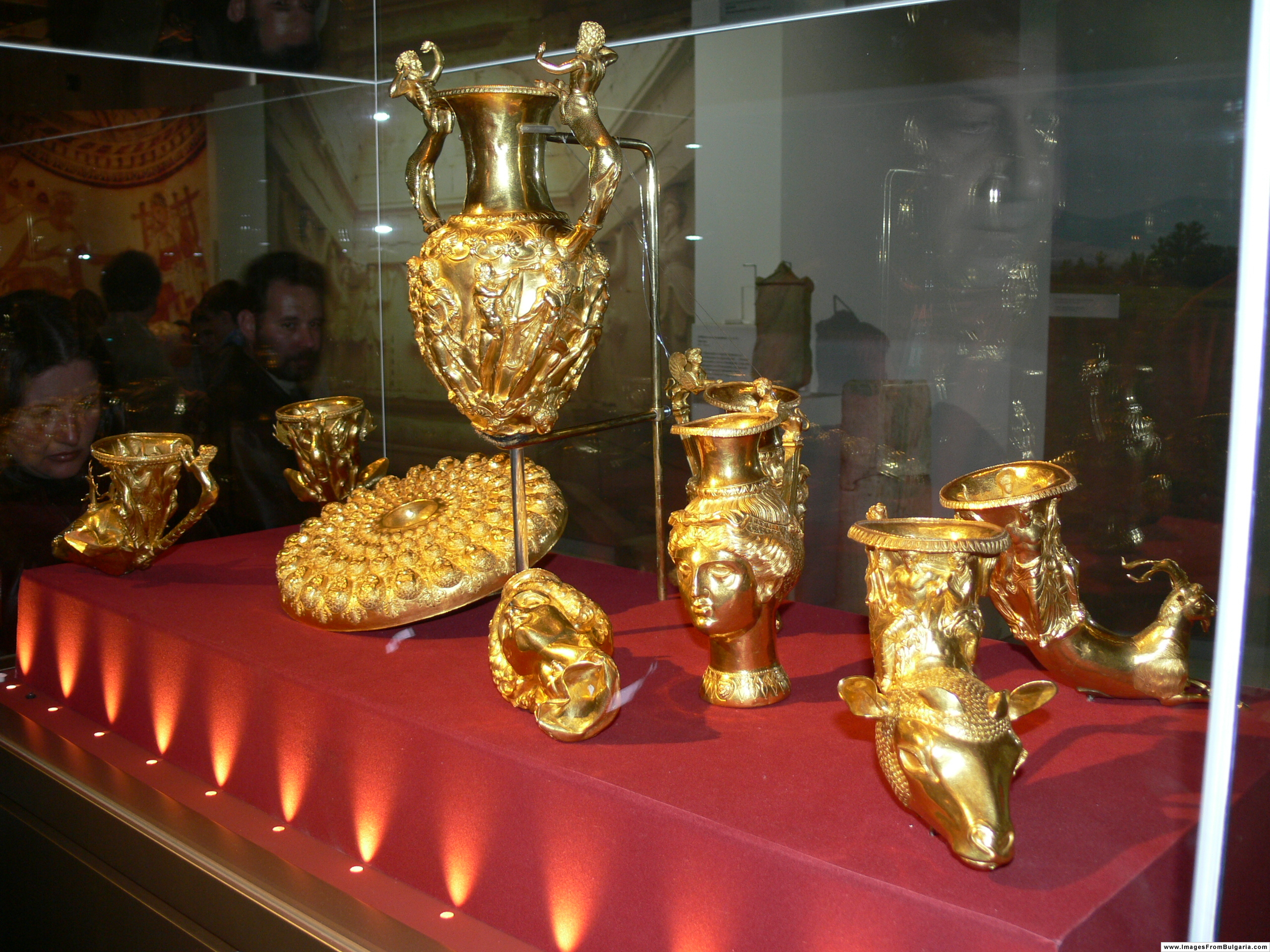
Le trésor thrace de Panagyurichté

## Culture

### Patrimoine historique
La ville de Panagyurichté dispose d'un patrimoine historique intéressant, notamment avec le trésor qui a été trouvé à proximité de la ville.

## Galerie

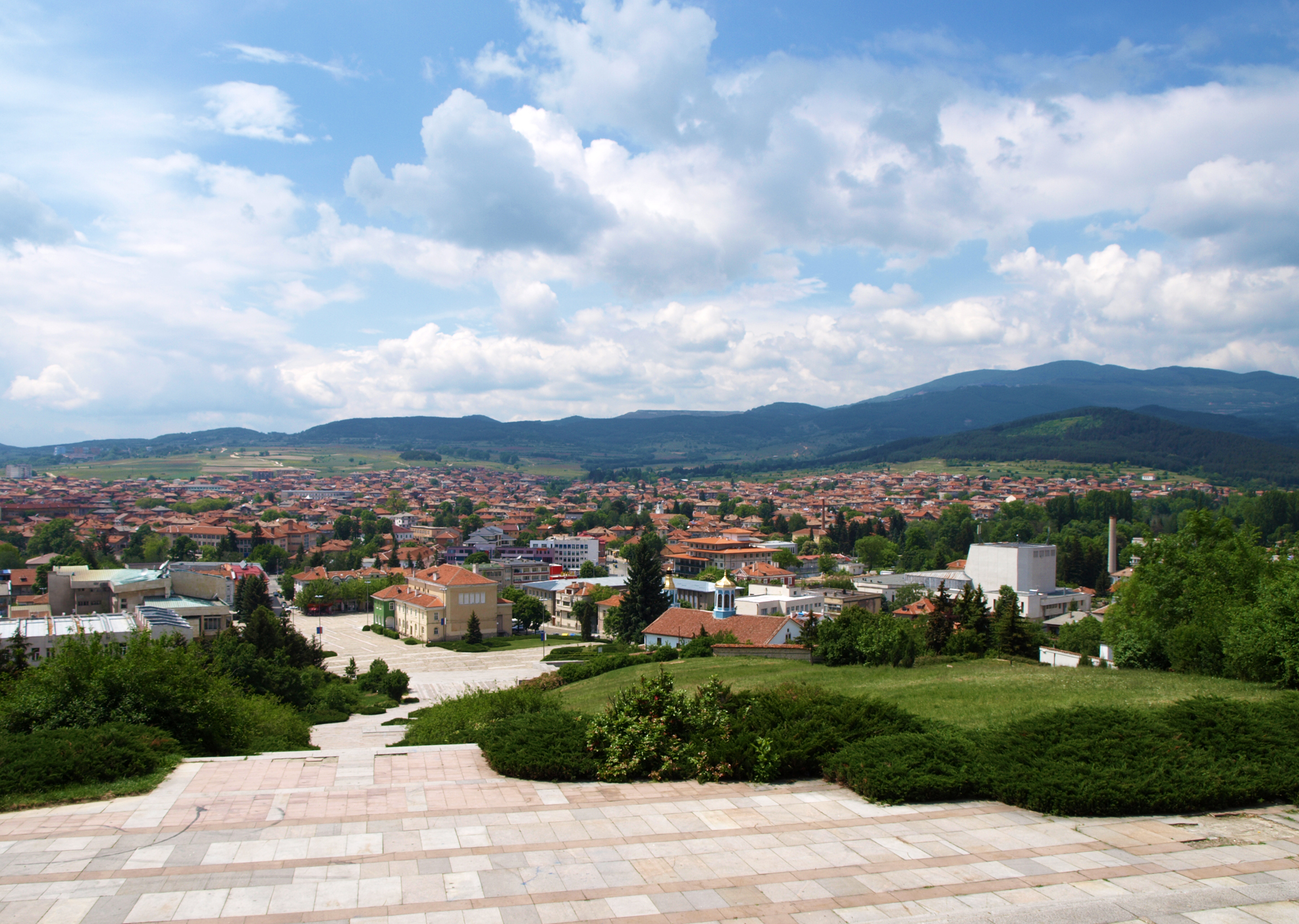
Vue panoramique de Panagurichté
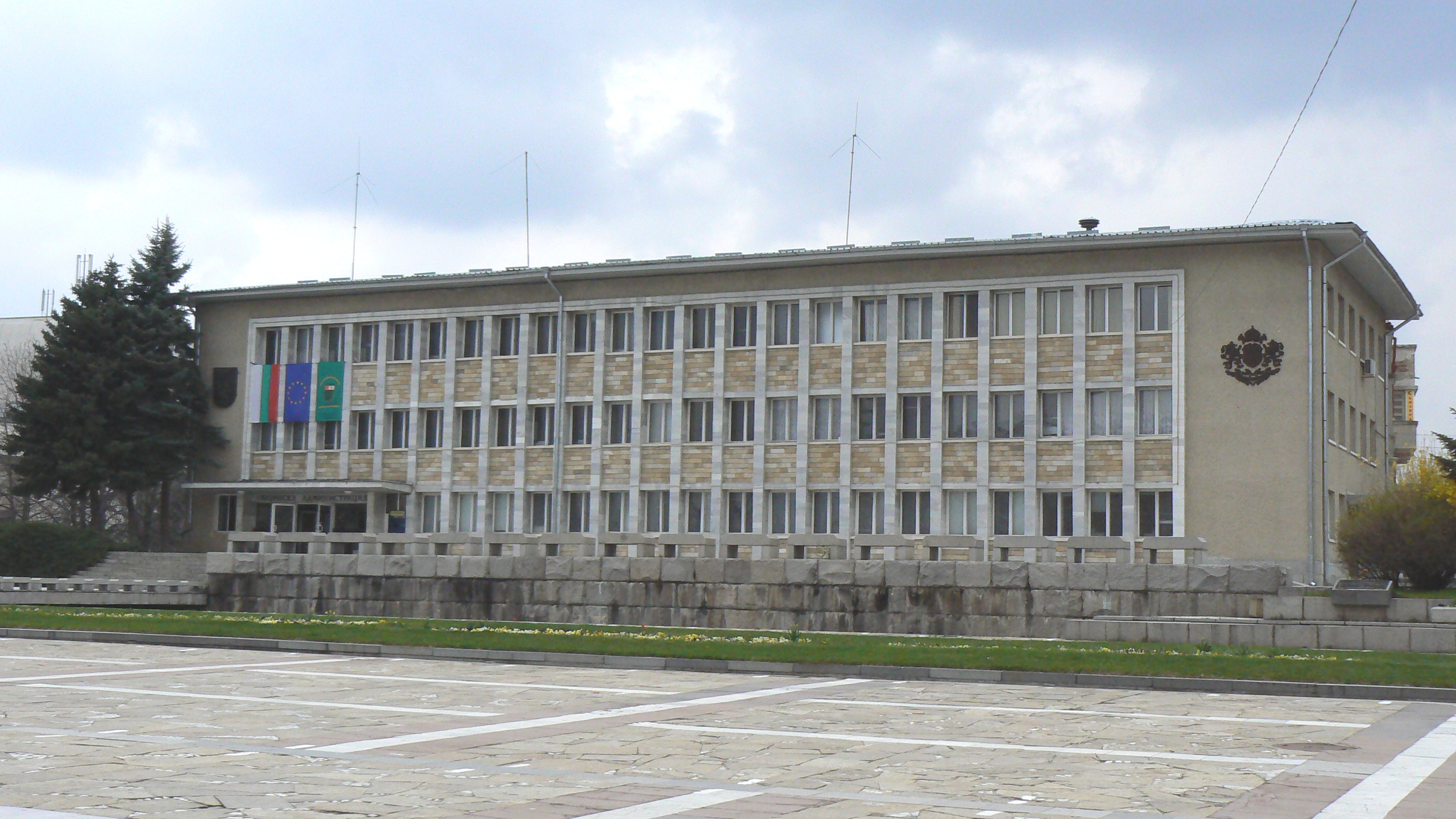
La mairie de Panagyurichté
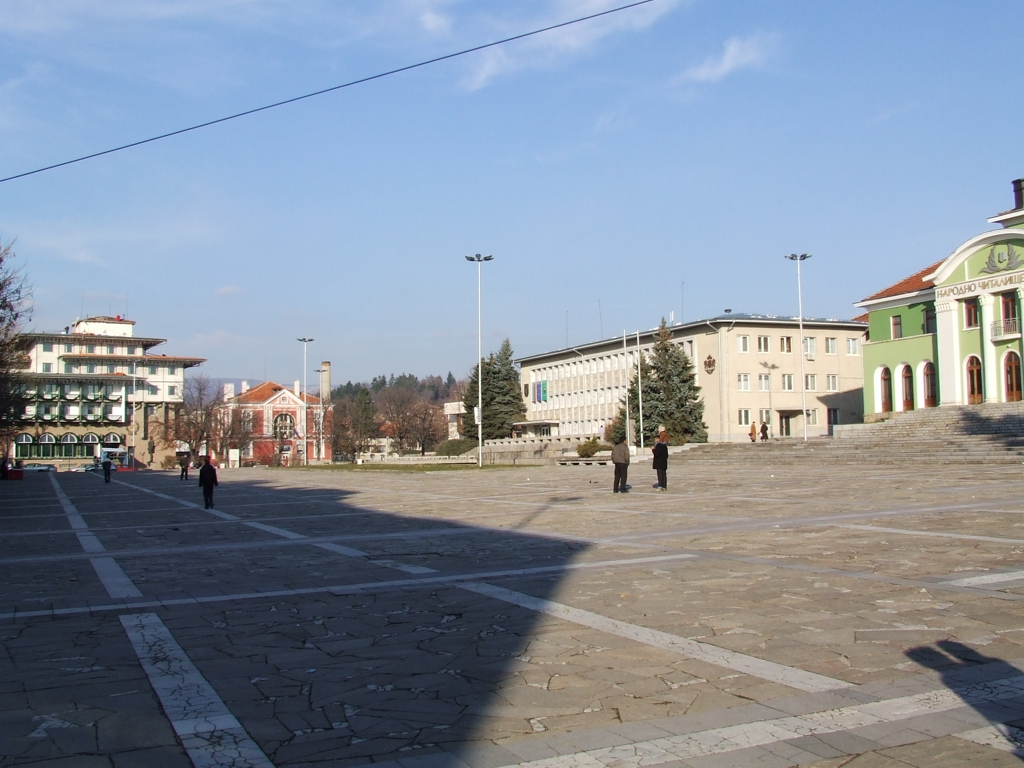
La place centrale et, au fond, la mairie
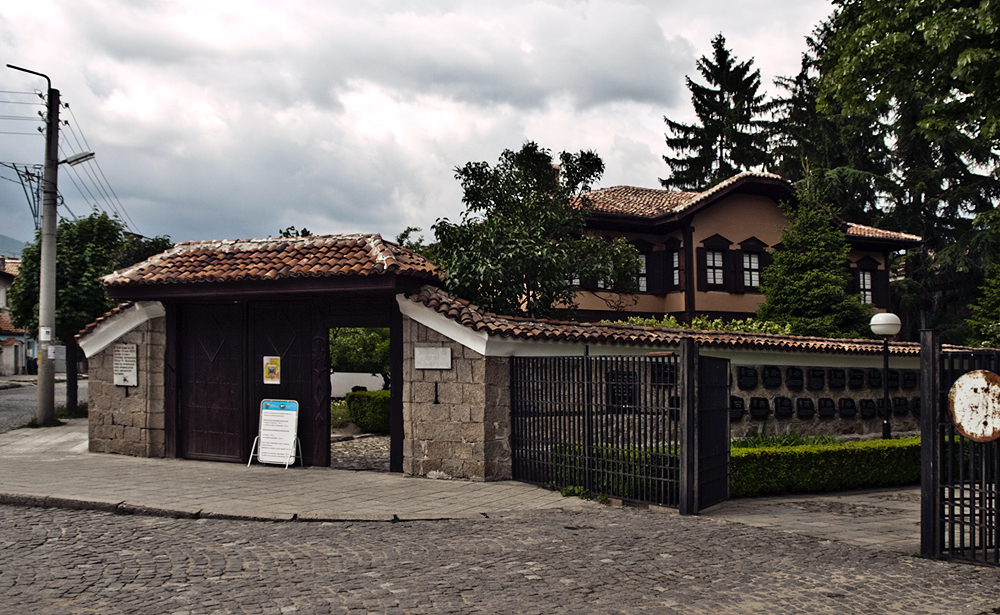
Musée municipal d'histoire
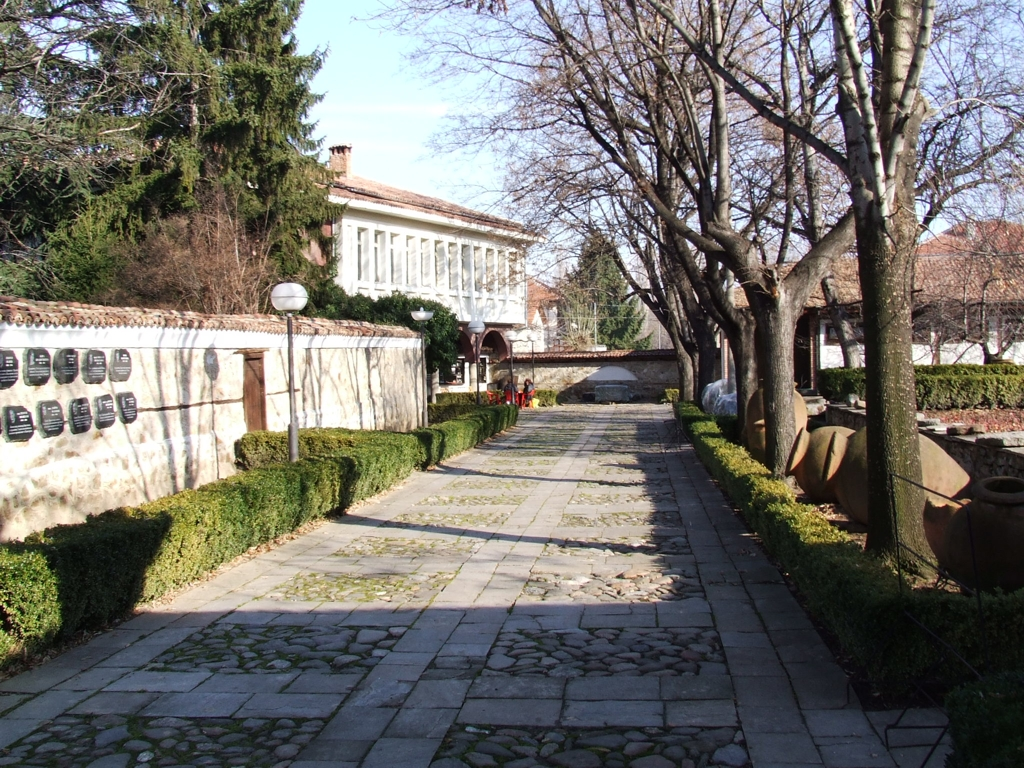
Musée municipal d'histoire
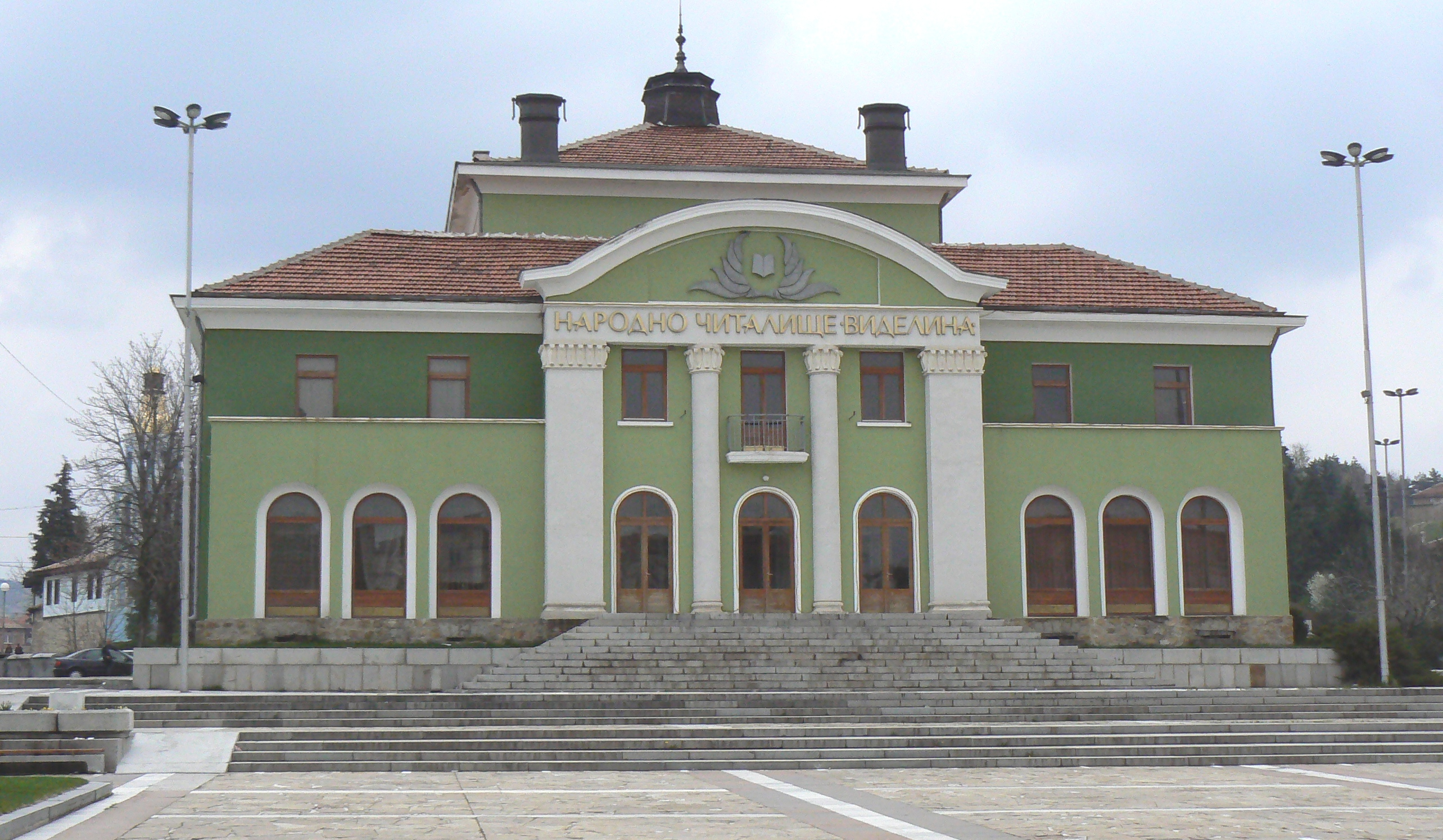
Le tchitalichté
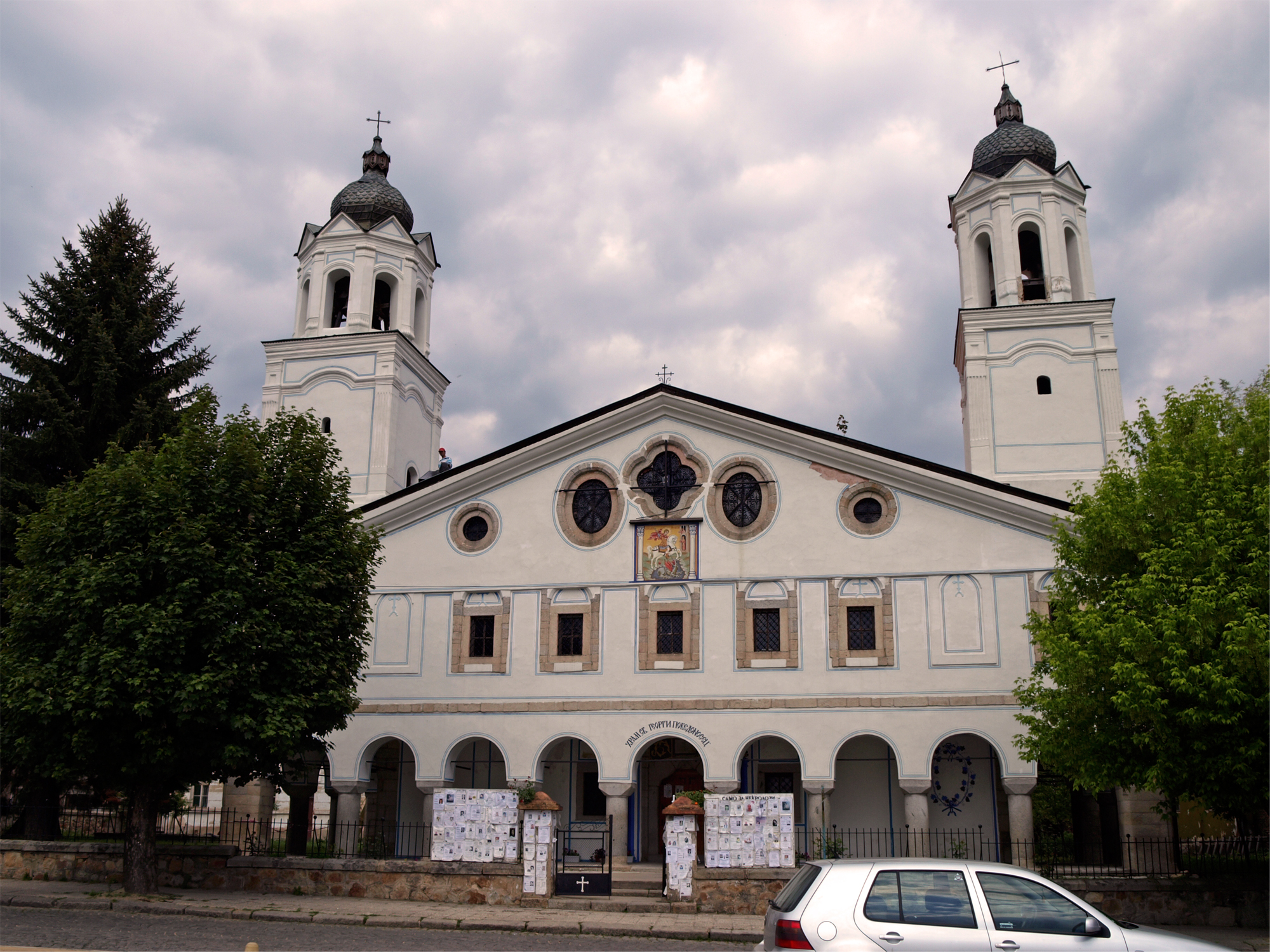
Église Svéti Guéorgui (Saint-Georges)
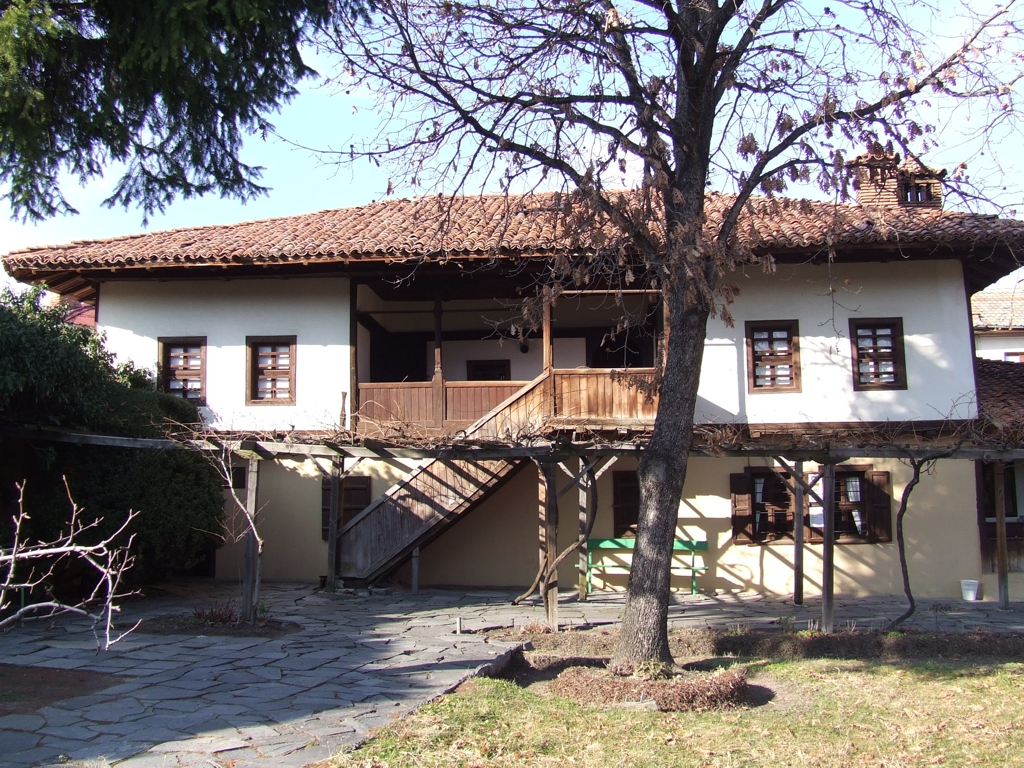
Maison natale de Raïna Kniaguinia - maison traditionnelle du XIXe siècle (restaurée)
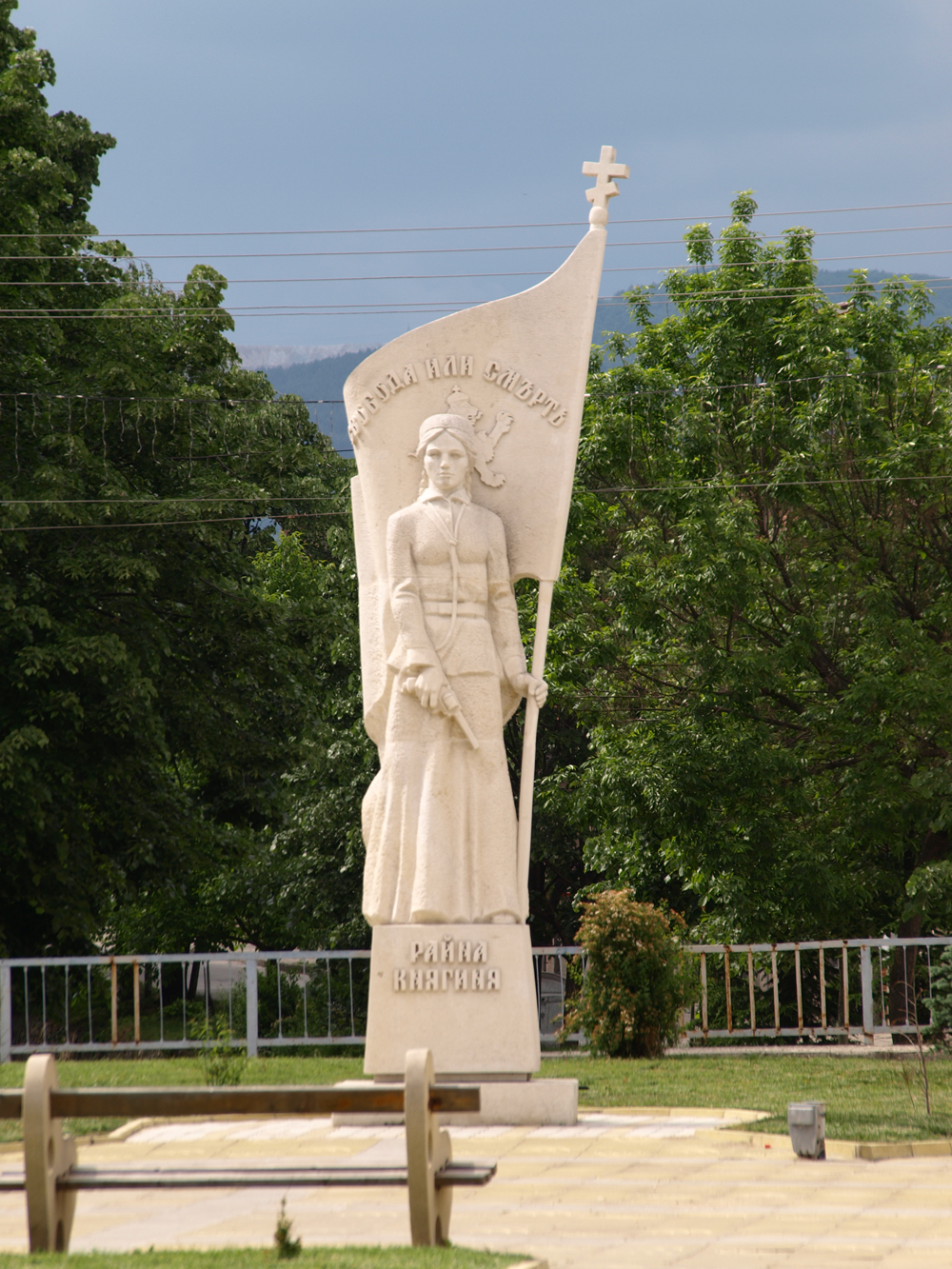
Monument consacré à la révolutionnaire bulgare Raïna Kniaguinia
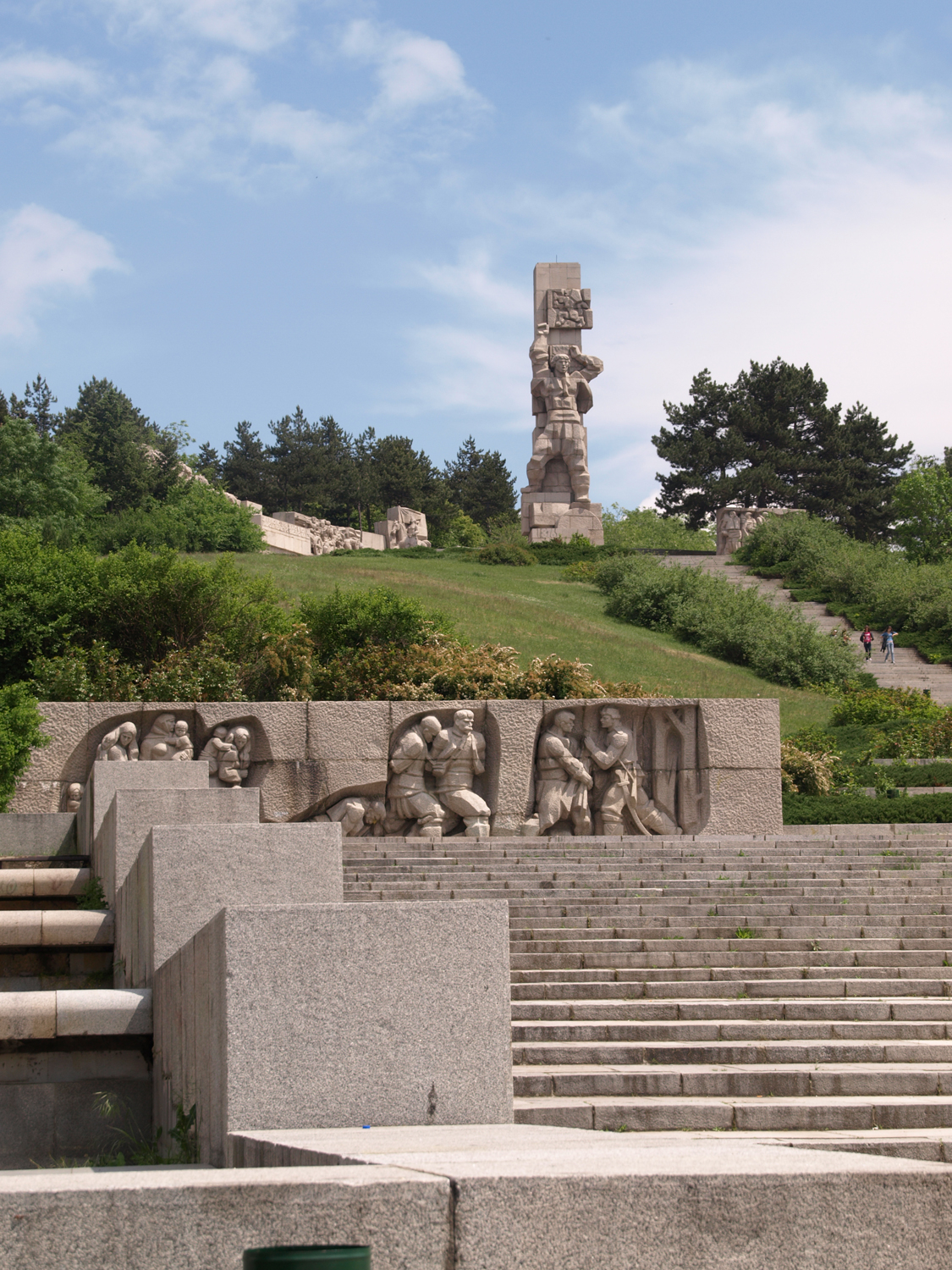
Mémorial consacré au Soulèvement d'avril